# Mesochorus tenthredinidis
Mesochorus tenthredinidis är en stekelart som beskrevs av Schwenke 1999. Mesochorus tenthredinidis ingår i släktet Mesochorus och familjen brokparasitsteklar. Inga underarter finns listade i Catalogue of Life.